# Giro della Toscana 2019
Il Giro della Toscana - Memorial Alfredo Martini 2019, novantunesima edizione della corsa e valevole come evento dell'UCI Europe Tour 2019 e della Ciclismo Cup 2019 categoria 1.1, si è svolto il 18 settembre 2019 su un percorso di 204,4 km, con partenza e arrivo a Pontedera, in Italia. La vittoria è stata appannaggio dell'italiano Giovanni Visconti, il quale ha completato il percorso in 5h09'35", alla media di 39,615 km/h, precedendo il colombiano Egan Bernal e il russo Nikolaj Čerkasov.
Sul traguardo di Pontedera 64 ciclisti, su 134 partenti, portarono a termine la competizione.

## Squadre e corridori partecipanti
| N.    | Cod. | Squadra                       |
| ----- | ---- | ----------------------------- |
| 2-8   | INS  | Team Ineos                    |
| 11-17 | AST  | Astana Pro Team               |
| 21-26 | TBM  | Bahrain-Merida                |
| 31-35 | UAD  | UAE Team Emirates             |
| 41-47 | ITA  | Italia                        |
| 51-57 | CHE  | Svizzera                      |
| 61-67 | ANS  | Androni Giocattoli-Sidermec   |
| 71-77 | BRD  | Bardiani CSF                  |
| 81-87 | NIP  | Nippo-Vini Fantini-Faizanè    |
| 91-97 | NSK  | Neri Sottoli Selle Italia KTM |

| N.      | Cod. | Squadra                       |
| ------- | ---- | ----------------------------- |
| 101-107 | PCB  | Team Arkéa-Samsic             |
| 111-117 | CJR  | Caja Rural-Seguros RGA        |
| 121-127 | DMP  | Delko Marseille Provence      |
| 131-137 | GAZ  | Gazprom-RusVelo               |
| 141-147 | ICA  | Israel Cycling Academy        |
| 151-156 | WGG  | Wanty-Gobert Cycling Team     |
| 161-167 | COF  | Cofidis, Solutions Crédits    |
| 171-177 | IAM  | IAM Excelsior                 |
| 181-187 | SAN  | Sangemini-Trevigiani-MG.K Vis |
| 191-197 | AZT  | D'Amico UM Tools              |

## Ordine d'arrivo (Top 10)
| Pos. | Corridore         | Squadra      | Tempo    |
| ---- | ----------------- | ------------ | -------- |
| 1    | Giovanni Visconti | Neri Sottoli | 5h09'35" |
| 2    | Egan Bernal       | Ineos        | s.t.     |
| 3    | Nikolaj Čerkasov  | Gazprom      | s.t.     |
| 4    | Pierpaolo Ficara  | Italia       | a 13"    |
| 5    | Davide Gabburo    | Neri Sottoli | a 51"    |
| 6    | Eddie Dunbar      | Ineos        | a 53"    |
| 7    | Andrea Vendrame   | Androni      | a 58"    |
| 8    | Merhawi Kudus     | Astana       | s.t.     |
| 9    | Warren Barguil    | Arkéa        | s.t.     |
| 10   | Ivan Rovnyj       | Gazprom      | s.t.     |